# Getting On (serie televisiva 2013)
Getting On è una serie televisiva statunitense basata sulla serie britannica omonima, sviluppata da Mark V. Olsen e Will Scheffer. La serie ha esordito sul canale HBO il 24 novembre 2013. Lo show ha ottenuto ottimi riscontri fra la critica. La seconda stagione ha esordito (sempre negli Stati Uniti) il 9 novembre 2014.

Il 9 febbraio 2015 è stata rinnovata per la terza e ultima stagione.

## Trama
La serie è ambientata nell'Unità di terapia estensiva del Mount Palms Memorial Hospital di Long Beach, California. Segue le vicende del personale del reparto, in particolare della dottoressa Jenna James, primario del reparto di medicina. Altri personaggi sono Dawn Forchette, capo infermiera; Denise "DiDi" Ortley, infermiera; Patsy De La Serda, caposala.

## Episodi
| Stagione         | Episodi | Prima TV USA | Prima TV Italia |
| ---------------- | ------- | ------------ | --------------- |
| Prima stagione   | 6       | 2013         | 2015            |
| Seconda stagione | 6       | 2014         | 2015            |
| Terza stagione   | 6       | 2015         | 2016            |

## Personaggi e interpreti
- Dottoressa Jenna James (stagioni 1-3), interpretata da Laurie Metcalf, doppiata da Roberta Pellini.
È il primario di Medicina. Ha un carattere egocentrico e manca di abilità sociali. Solitamente non si rende conto delle offese che arreca alle persone che le stanno intorno, credendo che siano impressionate dalla sua abilità professionale. In realtà è involontariamente abusiva psicologicamente, soprattutto nei confronti della capoinfermiera Dawn. Spesso introduce studi di ricerca utilizzando le risorse dell'ospedale, infastidendo i suoi collaboratori.
- Dawn Forchette (stagioni 1-3), interpretata da Alex Borstein, doppiata da Chiara Colizzi.
È la capoinfermiera. È stata abbandonata dal marito e viene rappresentata come inefficiente nel suo lavoro e spesso lascia che i suoi problemi personali e sentimentali influenzino le sue prestazioni lavorative. Ha un rapporto difficile con la dottoressa James. Inoltre ha un rapporto complicato con il caposala Patsy perché ha dormito con lui, anche se lei crede che sia gay.
- Denise "DiDi" Ortley (stagioni 1-3), interpretata da Niecy Nash, doppiata da Cinzia De Carolis.
È un'infermiera ed è la più empatica all'interno dello staff, perché si preoccupa sempre dei pazienti e delle loro famiglie. Spesso ciò la porta in conflitto con gli altri colleghi. È sposata e ha due figli. Inoltre si sta prendendo cura dei figli di sua sorella.
- Patsy De La Serda (stagioni 1-3), interpretato da Mel Rodriguez, doppiato da Alessandro Quarta.
È il nuovo caposala del reparto. Si trova spesso in conflitto con la dottoressa James a causa delle sue idee innovative per migliorare il reparto. Ha un rapporto complicato con Dawn perché lei lo crede omosessuale, anche se sono stati a letto insieme.

## Produzione

### Sviluppo
Ad agosto 2012 l'HBO ordina la produzione di un pilota dell'adattamento americano della serie televisiva britannica Getting On. Mark V. Olsen e Will Scheffer vengono incaricati di scrivere il copione. Insieme a Jane Tranter, Julie Gardner e Geoff Atkinson sono anche i produttori esecutivi.

Il novembre successivo vengono annunciati gli attori che formeranno il cast principale: Laurie Metcalf, Alex Borstein e Niecy Nash.
Il 21 marzo 2013 l'HBO ordina una serie di 6 episodi. Il 19 febbraio 2014 viene rinnovata per una seconda stagione. Infine, il 9 febbraio 2015 viene rinnovata per una terza e ultima stagione.